# Municipio de Lower Towamensing
El municipio de Lower Towamensing (en inglés: Lower Towamensing Township) es un municipio ubicado en el condado de Carbon en el estado estadounidense de Pensilvania. En el año 2000 tenía una población de 3.173 habitantes y una densidad poblacional de 58.1 personas por km².

## Geografía
El municipio de Lower Towamensing se encuentra ubicado en las coordenadas 40°48′00″N 75°37′31″O / 40.80000, -75.62528.

## Demografía
Según la Oficina del Censo en 2000 los ingresos medios por hogar en la localidad eran de $36,414 y los ingresos medios por familia eran $40,855. Los hombres tenían unos ingresos medios de $32,113 frente a los $23,654 para las mujeres. La renta per cápita para la localidad era de $16,878. Alrededor del 8,3% de la población estaban por debajo del umbral de pobreza.